# Eschweilera
Eschweilera é um género botânico pertencente à família Lecythidaceae.
A autoridade científica do género é Mart. ex DC., tendo sido descrito em Prodromus Systematis Naturalis Regni Vegetabilis 3: 293. 1828.

## Espécies
O gênero Eschweilera possui 92 espécies reconhecidas atualmente.
1. Eschweilera aguilarii
2. Eschweilera alata
3. Eschweilera albiflora
4. Eschweilera alvimii
5. Eschweilera amazonica
6. Eschweilera amazonicaformis
7. Eschweilera amplexifolia
8. Eschweilera andina
9. Eschweilera antioquensis
10. Eschweilera apiculata
11. Eschweilera atropetiolata
12. Eschweilera awaensis
13. Eschweilera baguensis
14. Eschweilera beebei
15. Eschweilera biflava
16. Eschweilera bogotensis
17. Eschweilera boltenii
18. Eschweilera bracteosa
19. Eschweilera cabrerana
20. Eschweilera calyculata
21. Eschweilera carinata
22. Eschweilera caudiculata
23. Eschweilera chartaceifolia
24. Eschweilera collina
25. Eschweilera collinsii
26. Eschweilera complanata
27. Eschweilera compressa
28. Eschweilera congestiflora
29. Eschweilera coriacea
30. Eschweilera costaricensis
31. Eschweilera cyathiformis
32. Eschweilera decolorans
33. Eschweilera eperuetorum
34. Eschweilera fanshawei
35. Eschweilera gigantea
36. Eschweilera grandiflora
37. Eschweilera harmonii
38. Eschweilera hondurensis
39. Eschweilera integricalyx
40. Eschweilera integrifolia
41. Eschweilera itayensis
42. Eschweilera jacquelyniae
43. Eschweilera juruensis
44. Eschweilera klugii
45. Eschweilera laevicarpa
46. Eschweilera longipedicellata
47. Eschweilera macrocarpa
48. Eschweilera mattos-silvae
49. Eschweilera mexiana
50. Eschweilera mexicana
51. Eschweilera micrantha
52. Eschweilera microcalyx
53. Eschweilera nana
54. Eschweilera neblinensis
55. Eschweilera neei
56. Eschweilera obversa
57. Eschweilera ovalifolia
58. Eschweilera ovata
59. Eschweilera pachyderma
60. Eschweilera panamensis
61. Eschweilera paniculata
62. Eschweilera parviflora
63. Eschweilera parvifolia
64. Eschweilera pedicellata
65. Eschweilera perumbonata
66. Eschweilera piresii
67. Eschweilera potaroensis
68. Eschweilera praealta
69. Eschweilera pseudodecolorans
70. Eschweilera punctata
71. Eschweilera rabeliana
72. Eschweilera rankiniae
73. Eschweilera reversa
74. Eschweilera revoluta
75. Eschweilera rhododendrifolia
76. Eschweilera rimbachii
77. Eschweilera rionegrense
78. Eschweilera rodriguesiana
79. Eschweilera roraimensis
80. Eschweilera rufifolia
81. Eschweilera sagotiana
82. Eschweilera sclerophylla
83. Eschweilera sessilis
84. Eschweilera simiorum
85. Eschweilera squamata
86. Eschweilera subcordata
87. Eschweilera subglandulosa
88. Eschweilera tenax
89. Eschweilera tenuifolia
90. Eschweilera tessmannii
91. Eschweilera tetrapetala
92. Eschweilera truncata
93. Eschweilera venezuelica
94. Eschweilera wachenheimii